# Tachina pudibunda
Tachina pudibunda är en tvåvingeart som beskrevs av Gimmerthal 1829. Tachina pudibunda ingår i släktet Tachina och familjen parasitflugor.
Artens utbredningsområde är Lettland. Inga underarter finns listade i Catalogue of Life.